# HMS Vengeance (1758)
Pour les autres navires du même nom, voir HMS Vengeance.
Le  HMS Vengeance est une frégate  de sixième rang de 28 canons construite par les chantiers de Saint-Malo et lancée en 1757. Elle est d’abord un navire corsaire français jusqu’à sa capture par la Royal Navy le 8 janvier 1758. Elle conserve ensuite le même nom.

## Histoire

### Carrière sous les couleurs françaises
Le Vengeance est construit à Saint-Malo en 1757.
Il est capturé par le HMS Hussar sous les ordres de John Elliot, au large du cap Lizard le 8 janvier 1758. Il est alors amené à Plymouth. Un ordre de l’amirauté du 11 mars 1758 autorise son acquisition par la Royal Navy, ce qui est fait le 21 juin suivant pour la somme de 2 151,3 £.
Son nom de baptême est confirmé le jour suivant et il est mis aux normes navales britanniques entre août et septembre 1758 pour la somme de 1 619,18 £.

### Carrière dans la Royal Navy
Le Vengeance est mis en service pour la première fois le 27 octobre 1758, en mer d’Irlande sous les ordres de Gamaliel Nightingale. Il passe ensuite sous le commandement du lieutenant Joseph Hunt en janvier 1759 et sert au service de recrutement.
Il rejoint l’escadre du commodore Robert Duff en octobre 1759.
La frégate participe à la bataille des Cardinaux le 20 novembre 1759, de nouveau sous le commandement de Gamaliel Nightingale.
Après la bataille, c’est à son bord que John Campbell est envoyé le 24 novembre, par Edward Hawke, annoncer la victoire en Angleterre, nouvelle qu’il remet personnellement au roi George II, après 6 jours de navigation en compagnie de Lord Anson, First Lord of the Admiralty. Un honneur de bataille est décerné au navire en récompense de son comportement durant la bataille.
Le 6 avril 1760, la frégate capture le corsaire français Comte de Nancy.
Elle navigue ensuite vers le Québec le 22 juin 1760 et revient en Angleterre en septembre de la même année,.
Le Vengeance, avec 200 hommes à bord sous le commandement du capitaine Nightingale, capture le corsaire de Saint-Malo Minerve de Joseph Merven et ses 45 hommes le 27 janvier 1761, puis l'Entreprenant le 3 mars suivant, un 44 canons d’origine armé en flûte avec 26 bouches à feu de 6 et 12 livres et 203 hommes d’équipage,.
L’engagement avec l’Entreprenant dure trois heures ; le Vengeance déplore 6 morts et 27 blessés, et l'Entreprenant, 15 tués et 24 blessés.
Le 23 mars 1761, le Vengeance se rend maître du corsaire Tigre de Saint-Malo, un petit navire armé de quatre pierriers et d’autant de canons à poudre. Le 5 avril de la même année, la frégate capture un autre corsaire, l'Auguste de La Rochelle, un bateau de 12 canons. Elle reçoit sa part de prise en juin 1761.
Le Vengeance est contrôlé le 8 août 1763 puis une nouvelle fois le 28 août 1766 par les services techniques de la Royal Navy. À la suite de ce dernier contrôle, l’amirauté décide le 4 septembre de le transformer en brise-lames, ce qui est fait à Plymouth en octobre suivant.